# Zeitgeist Tour
The Zeitgeist Tour var en verdensturné af det amerikanske rockband Smashing Pumpkins. Det var bandets sjette verdensturné, men den første efter bandet gik i opløsning i 2000. Verdensturnéen foregik i forbindelse med udgivelsen af studiealbummet Zeitgeist, der blev udgivet i juli 2007. Verdensturnéen varede fra 22. maj 2007 til 18. november 2007. 
Verdensturnéen bestod af 68 koncerter i 59 byer fordelt på 15 lande. Koncerterne fandt sted i Nordamerika og Europa. Af de fire originale medlemmer var det kun Billy Corgan og Jimmy Chamberlin, der deltog. Det var således den første verdensturné uden James Iha. 
I løbet af verdensturnéen kom Smashing Pumpkins forbi Danmark, og bandet spillede i Store Vega i København d. 14. august 2007. I 2008 fortsatte bandet med at give koncerter verden over og kom forbi Danmark endnu en gang d. 27. februar 2008, hvor Smashing Pumpkins spillede i Valbyhallen for anden gang. 

## Sange
Eftersom verdensturnéen blev foretaget i forbindelse med udgivelsen af Zeitgeist, spillede bandet primært sange fra det nye album. De mest spillede sange var "Tarantula", "United States", "That's the Way (My Love Is)" og "Doomsday Clock". 
Fra bandets tidligere album var de mest spillede sange "Today" og "Hummer" fra Siamese Dream, "Tonight, Tonight", "Bullet with Butterfly Wings" og "1979" fra Mellon Collie and the Infinite Sadness, "To Sheila" fra Adore, samt "Heavy Metal Machine" og "Stand Inside Your Love" fra MACHINA/the Machines of God. Også det nye nummer "Superchrist" blev spillet flittigt på turnéen. 

### De 10 mest spillede sange
| Sang                          | Antal koncerter | Udgivelse                              |
| ----------------------------- | --------------- | -------------------------------------- |
| "Tarantula"                   | 67              | Zeitgeist                              |
| "United States"               | 66              | Zeitgeist                              |
| "Tonight, Tonight"            | 65              | Mellon Collie and the Infinite Sadness |
| "Bullet with Butterfly Wings" | 64              | Mellon Collie and the Infinite Sadness |
| "Today"                       | 59              | Siamese Dream                          |
| "1979"                        | 54              | Mellon Collie and the Infinite Sadness |
| "Heavy Metal Machine"         | 51              | MACHINA/the Machines of God            |
| "That's the Way (My Love Is)" | 47              | Zeitgeist                              |
| "Doomsday Clock"              | 46              | Zeitgeist                              |
| "Superchrist"                 | 45              | Superchrist-singlen                    |

## Bandet
- Billy Corgan (sang, guitar)
- Jimmy Chamberlin (trommer)
- Jeff Schroeder (guitar)
- Ginger Reyes (bas)
- Lisa Harriton (keyboard)

## Residency-shows i Asheville og San Francisco
Verdensturnéen blev afbrudt midt i sommeren 2007, så bandet kunne spille 21 eksklusive koncerter mellem 23. juni og 1. august i henholdsvis Asheville og San Francisco. Under koncerterne, kendt som "The Residency Shows", skrev Billy Corgan nye sange undervejs, og sangene blev debuteret ved de særlige koncerter sammen med nye Zeitgeist-numre og gamle fanfavoritter. Der blev produceret en dokumentar og live-dvd med titlen If All Goes Wrong ud fra koncerterne.  
Af nye sange fik bandet bl.a. spillet "If All Goes Wrong", "Mama", "Question Mark", "99 Floors" og "Peace+Love". Smashing Pumpkins udgav bandets sjette studiealbum, mens koncerterne fandt sted, og fra Zeitgeist var "Tarantula" og "United States" blandt de mest spillede. Samtidig spillede bandet også den op til 33 minutter lange "Gossamer" flere gange ved koncerterne, og den 11 minutter lange b-side "Starla" blev også spillet flere gange.  

## Koncerten i Store Vega d. 14. august 2007
Koncerten varede to og en halv time. Det var bandets ottende koncert på dansk jord og den første siden 2000. Der var cirka 1500 fans i Store Vega. The River Phoenix åbnede for bandet. 

### Sætliste
- "United States"
- "That's the Way (My Love Is)"
- "Bleeding the Orchid"
- "(Come On) Let's Go!"
- "Tonight, Tonight"
- "Tarantula"
- "Starz"
- "Glass and the Ghost Children"
- "Zero"
- "Cherub Rock"
- "With Every Light"
- "Death from Above"
- "Daydream"
- "Thirty-three"
- "Winterlong"
- "Superchrist"
- "Doomsday Clock"
- "Heavy Metal Machine"
- "Disarm"
- "Stand Inside Your Love"
- "Hummer"
- "Shame"
- "Bullet with Butterfly Wings"

Ekstranumre:
- "Zeitgeist"
- "Silverfuck"

### Bandet
- Billy Corgan (sang, guitar)
- Jimmy Chamberlin (trommer)
- Jeff Schroeder (guitar)
- Ginger Reyes (bas)
- Lisa Harriton (keyboard)

### Download kopi
Koncerten fra Store Vega kan downloades gratis på Live Music Archive.

## The Zeitgeist Tour i 2008
I januar 2008 genoptog Smashing Pumpkins verdensturnéen, men koncerterne er ikke officielt inkluderet på The Zeitgeist Tour. Fra 30. januar til 19. april spillede bandet en masse koncerter i Nordamerika, Oceanien og Europa, og bandet gav blandt andet koncert i Valbyhallen i februar 2008. Efter et par måneders sommerpause vendte bandet tilbage til USA og spillede koncerter i august, inden Smashing Pumpkins i efteråret 2008 fejrede sit 20-års jubilæum en med særlig amerikansk 20th Anniversary Tour. 

## Koncerten i Valbyhallen d. 27. februar 2008
Koncerten fandt sted d. 27. februar 2008 foran cirka 3000 mennesker i Valbyhallen i København. Koncerten fandt sted blot et halvt år efter bandets koncert i Store Vega i forbindelse med udgivelsen af Zeitgeist. Derfor spillede Smashing Pumpkins også knap så mange sange fra det nye album og fandt plads til at inkludere nogle af bandets endnu nyere udgivelser, heriblandt "The Rose March" fra ep'en American Gothic, heavyrockeren "Superchrist", samt b-siden "Stellar". 

### Sætliste
- "Porcelina of the Vast Oceans"
- "Behold! The Night Mare"
- "Bring the Light"
- "Tonight, Tonight"
- "Mayonaise"
- "Try, Try, Try"
- "Superchrist"
- "(Come On) Let's Go!"
- "Stellar"
- "Perfect"
- "Lily (My One and Only)"
- "The Rose March"
- "Today"
- "Tarantula"
- "Stand Inside Your Love"
- "Ava Adore"
- "Drown"
- "Bullet with Butterfly Wings"
- "1979"
- "That's the Way (My Love Is)"
- "My Blue Heaven" (George Whiting/Walter Donaldson-cover)
- "The Everlasting Gaze"
- "Cash Car Star"
- "Easy Livin'" (Uriah Heep-cover)
- "Foreplay" (Boston-cover)
- "For What It's Worth" (Buffalo Springfield-cover)
- "Wasted Years" (Iron Maiden-cover)

Ekstranummer:
- "United States"

### Bandet
- Billy Corgan (sang, guitar)
- Jimmy Chamberlin (trommer)
- Jeff Schroeder (guitar)
- Ginger Reyes (bas)
- Lisa Harriton (keyboard)